# نهاسية مالابار
نهاسية مالابار هو نوع من الطيور ينتمي لعائلة النهاسيات،يعيش في غابات سريلانكا وشبه الجزيرة الهندية.